# Россия на «Евровидении-2011»
В 2011 году Россия приняла участие в конкурсе песни Евровидение в 15-й раз. Мероприятие проходило в немецком городе Дюссельдорф. Страну представил певец Алексей Воробьёв с песней Get You, написанной шведским продюсером марокканского происхождения Надиром Хайатом, более известным под псевдонимом RedOne.
«Первый канал», воспользовавшись правом национального вещателя конкурса не проводить открытого отборочного тура, самостоятельно принял решение в выборе песни и исполнителя, специально заказав песню и доверив Алексею Воробьёву представлять Россию на конкурсе «Евровидение».
Алексей Воробьёв показал один из самых низких результатов России на конкурсах «Евровидение» (хуже выступили Филипп Киркоров в 1995 году — 17 место и Юлия Самойлова в 2018 году, не пройдя в финал).

## Конкурсный номер и выступление
Россия выступила в первом полуфинале. В результате жеребьёвки стало известно, что Воробьёв выйдет на сцену конкурса под номером 7. В финале представитель России вышел под номером 10.
Конкурсный номер включал бэк-танцоров со светодиодной подсветкой курток и подошв обуви и использование светодиодных табло.
От России объявляющим баллы и прочее глашатаем являлся Дима Билан, комментаторами — Яна Чурикова и Юрий Аксюта.
Также, впервые за многие годы Россия не получила наивысшей оценки — 12 баллов. Наивысшую оценку (8 баллов) России дали Украина, Израиль, Армения. Интересно также, что Россия получила от Белоруссии всего 5 баллов, хотя обычно эта страна отдаёт России наивысшие оценки.
Наивысшие оценки в финале Россия отдала Греции (8), Украине (10) и Азербайджану (12 баллов).
По результатам голосования жюри в полуфинале Россия заняла 16 место (31 балл), по результатам голосования телезрителей — 4 место (93 балла).
В финале по жюри — 25 (последнее) место (25 баллов), по зрителям — 7 место, 138 баллов.
Также, впервые с 2001 года трансляцию песенного конкурса посмотрела рекордно низкая аудитория. В Москве доля составила 35,9 % с рейтингом 7,2 %, по России в целом — 33,1 % с рейтингом 5,5 %.

## Голосование

### Полуфинал
| Голоса за российского исполнителя | Голоса за российского исполнителя                                 |
| --------------------------------- | ----------------------------------------------------------------- |
| Оценка                            | Страны                                                            |
| 12                                | Армения                                                           |
| 10                                | Сан-Марино                                                        |
| 8                                 | Сербия                                                            |
| 7                                 | Азербайджан                                                       |
| 6                                 |                                                                   |
| 5                                 | Грузия, Хорватия, Литва,                                          |
| 4                                 | Норвегия                                                          |
| 3                                 | Албания, Турция, Финляндия, Исландия, Венгрия, Португалия, Греция |
| 2                                 | -                                                                 |
| 1                                 |                                                                   |

| Голоса России | Голоса России |
| ------------- | ------------- |
| Оценка        | Страна        |
| 12            | Финляндия     |
| 10            | Азербайджан   |
| 8             | Армения       |
| 7             | Литва         |
| 6             | Греция        |
| 5             | Грузия        |
| 4             | Сербия        |
| 3             | Исландия      |
| 2             | Турция        |
| 1             | Хорватия      |

### Финал
| Голоса за российского исполнителя | Голоса за российского исполнителя              |
| --------------------------------- | ---------------------------------------------- |
| Оценка                            | Страны                                         |
| 12                                | -                                              |
| 10                                | -                                              |
| 8                                 | Украина, Армения, Израиль                      |
| 7                                 | -                                              |
| 6                                 | Литва                                          |
| 5                                 | Эстония, Молдавия, Германия, Беларусь          |
| 4                                 | Азербайджан, Сербия, Грузия, Албания, Болгария |
| 3                                 | Венгрия                                        |
| 2                                 | Кипр                                           |
| 1                                 | Греция, Исландия                               |

| Голоса России | Голоса России             |
| ------------- | ------------------------- |
| Оценка        | Страна                    |
| 12            | Азербайджан (1 место)     |
| 10            | Украина (4 место)         |
| 8             | Греция (7 место)          |
| 7             | Молдавия (12 место)       |
| 6             | Грузия (9 место)          |
| 5             | Словения (13 место)       |
| 4             | Великобритания (11 место) |
| 3             | Франция (15 место)        |
| 2             | Литва (19 место)          |
| 1             | Швеция (3 место)          |